# C4ü Bay 98
Bei den Pfälzischen C4ü von 1898 handelt es sich um vierachsige Abteilwagen mit Seitengang für Schnellzüge nach dem Musterblatt 046 aus dem Wagenstandsverzeichnis von 1913 für das pfälzische Netz der Königlich Bayerischen Eisenbahnen. Vergleichbare Wagen hatten die bayerischen Staatseisenbahnen mit dem C4ü nach Blatt 177 (gem. Wagenstandsverzeichnis von 1913 der K.B.St.E.).

## Geschichte / Beschaffung
Mit dem vermehrten Aufkommen der überregionalen Reise- und Schnellzüge im ersten Jahrzehnt nach 1900 mussten sich auch die Pfälzischen Eisenbahnen damit auseinandersetzen, entsprechende Wagentypen für diese Zuggattungen zur Verfügung stellen zu können. Insbesondere der mit den benachbarten Bahnen vereinbarte Wagenausgleich veranlasste die Pfalzbahn dazu ebenfalls Wagen für den gehobenen Reisezugverkehr zu beschaffen. Als Wagen der III. Klasse wurden daher in den Jahren 1898 bis 1900 insgesamt fünf Wagen dieses Typs eingestellt.

## Einsatz
Gemäß dem bei den Pfälzischen Eisenbahnen geltenden Nummernschema wurde dieser Wagentyp nur von den Gesellschaften der Maximiliansbahn und der Ludwigsbahn beschafft. Es kann somit vermutet werden, dass sie ihren Einsatz in den hochwertigen Schnellzügen der jeweiligen Relationen fanden. Gemäß dem Verzeichnis aller Schnell- und Eilzüge des Pfälzischen Netzes der K.Bay.Sts.B. vom Mai 1910 liefen z. B. über die Strecken der Pfälzischen Nordbahn und Maximiliansbahn Bad Münster-Hochspeyer-Neustadt-Weißenburg so hochwertige Schnellzüge wie der D 108 (Dortmund-Köln-Bad Münster-Basel) oder der D 161 (Mailand-Basel-Neustadt-Bad-Münster-Holland).

## Verbleib
Mit der Eingliederung der Pfalzbahn in die Bayerische Staatsbahn 1909 wurden auch diese Wagen übernommen. Es ist zu vermuten, dass zwei Wagen als Reparationsleistungen an Frankreich oder Belgien abgegeben wurden. Die restlichen Wagen kamen 1920 zur Gruppenverwaltung Bayern der Reichsbahn und wurden der Direktion Ludwigshafen unterstellt. Sie erhielten dort die Gattungskennung C4ü Bay 98. Im Bestand der Reisezugwagen der Deutschen Reichsbahn von 1932 werden diese drei Wagen noch geführt. Weitere Daten sind nicht bekannt.

## Konstruktive Merkmale

### Untergestell
Der Rahmen bestand aus genieteten Walzprofilen. Die äußeren Längsträger hatten eine U-Form mit nach außen zeigenden Flanschen. Als Zugeinrichtung hatten die Wagen Schraubenkupplungen mit Sicherheitshaken nach VDEV, die Zugstange war durchgehend und mittig gefedert. Als Stoßeinrichtung besaßen die Wagen zweifach geschlitzte Korbpuffer mit einer Einbaulänge von 650 mm. Die Pufferteller hatten einen Durchmesser von 370 mm. Diese wurden später teilweise durch Hülsenpuffer ersetzt.

### Laufwerk
Die Wagen hatten Drehgestelle bayerischer Bauart mit kurzem Radstand von 2.500 mm mit einem aus Blechen und Winkeln genieteten Rahmen. Gelagert waren die Achsen in Gleitachslagern. Die Räder hatten Speichenradkörper und einen Raddurchmesser von 1.014 mm.

### Wagenkasten
Der Rahmen des Wagenkastens bestand aus einem hölzernen Ständerwerk, innen mit Holz, außen mit Blech beplankt. An beiden Wagenenden gab es durch Faltenbälge geschlossene Übergänge, die Eingangstüren waren eingezogen. Die Wagen besaßen ein flaches Tonnendach. An beiden Wagenenden besaß der Wagen eine Toilette und einen seitlichen Durchgang. Das Abteil der ersten Klasse befand sich in der Wagenmitte. Die Beleuchtung bestand aus Gas-Glühleuchten, der dazugehörende Vorratsbehälter mit einem Volumen von 2.200 Litern befand sich in Längsrichtung unter dem Wagenboden. In den 1920er Jahren wurden die Wagen auf elektrische Beleuchtung umgebaut.
Die Beheizung erfolgte durch Dampf, die Belüftung durch statische Lüfter auf dem Dach.

### Ausstattung
Zwei der insgesamt acht Abteile der III. Klasse hatten seitliche Schiebetüren zum Durchgang, die übrigen Abteile waren zur Gangseite offen. Neben dem Abort am bremserseitigen Wagenende befand sich ein kleines Dienstabteil für den Zugführer.

## Skizzen, Musterblätter, Fotos

Ansicht zu C4ü nach Blatt 46 aus WV[Anm. 1]  von 1913

## Wagennummern
Die Daten sind den im Literaturverzeichnis aufgeführten verschiedenen Wagenpark-Verzeichnissen der Pfälzischen Eisenbahnen und der Kgl.Bayer.Staatseisenbahnen – Pfälzisches Netz, sowie den Büchern von Emil Konrad (Reisezugwagen der deutschen Länderbahnen, Band II) und  Albert Mühl (Die Pfalzbahn) entnommen.
| Blatt-Nr. Herstelld.         | Blatt-Nr. Herstelld.         | Blatt-Nr. Herstelld.         | Gattungszeichen je Epoche Wagennummern je Epoche (mit Direktionsangaben) | Gattungszeichen je Epoche Wagennummern je Epoche (mit Direktionsangaben) | Gattungszeichen je Epoche Wagennummern je Epoche (mit Direktionsangaben) | Gattungszeichen je Epoche Wagennummern je Epoche (mit Direktionsangaben) | Gattungszeichen je Epoche Wagennummern je Epoche (mit Direktionsangaben) | Gattungszeichen je Epoche Wagennummern je Epoche (mit Direktionsangaben) | Gattungszeichen je Epoche Wagennummern je Epoche (mit Direktionsangaben) | Gattungszeichen je Epoche Wagennummern je Epoche (mit Direktionsangaben) | Fahrwerk / Ausstattung (siehe jeweilige Legende) | Fahrwerk / Ausstattung (siehe jeweilige Legende) | Fahrwerk / Ausstattung (siehe jeweilige Legende) | Fahrwerk / Ausstattung (siehe jeweilige Legende) | Fahrwerk / Ausstattung (siehe jeweilige Legende) | Fahrwerk / Ausstattung (siehe jeweilige Legende) | Fahrwerk / Ausstattung (siehe jeweilige Legende) | Fahrwerk / Ausstattung (siehe jeweilige Legende) | Fahrwerk / Ausstattung (siehe jeweilige Legende) | Fahrwerk / Ausstattung (siehe jeweilige Legende) | Fahrwerk / Ausstattung (siehe jeweilige Legende) | Zusatzinfos    | Zusatzinfos              |
| Bau- jahr                    | Her- steller                 | Anz.                         | ab 1876                                                                  | ab 1907                                                                  | Rep. 1919                                                                | DR (ab 1923)                                                             | DRG (ab 1930)                                                            | DRG Umbau                                                                | Ausge- mustert                                                           | letzt. Heimat-Bf.                                                        | Anz. Ach- sen                                    | Brem- sen                                        | Bl.                                              | Hz.                                              | Art u.Anz. Abteile (Sitze je Klasse)             | Art u.Anz. Abteile (Sitze je Klasse)             | Art u.Anz. Abteile (Sitze je Klasse)             | Art u.Anz. Abteile (Sitze je Klasse)             | Art u.Anz. Abteile (Sitze je Klasse)             | Mil.                                             | Mil.                                             | Sig- nal- hlt. | Bemer- kung              |
| Blatt-Nr. aus WV von Gattung | Blatt-Nr. aus WV von Gattung | Blatt-Nr. aus WV von Gattung | 26 1902 C.C.                                                             | 46 1913 CCü                                                              |                                                                          | C4ü Bay 98                                                               | C4ü Bay 98                                                               |                                                                          |                                                                          |                                                                          |                                                  | (siehe jeweilige Legende)                        | (siehe jeweilige Legende)                        | (siehe jeweilige Legende)                        | A                                                | I.                                               | II.                                              | III.                                             | IV.                                              | O                                                | M                                                |                | Maximiliansbahn          |
| ---------------------------- | ---------------------------- | ---------------------------- | ------------------------------------------------------------------------ | ------------------------------------------------------------------------ | ------------------------------------------------------------------------ | ------------------------------------------------------------------------ | ------------------------------------------------------------------------ | ------------------------------------------------------------------------ | ------------------------------------------------------------------------ | ------------------------------------------------------------------------ | ------------------------------------------------ | ------------------------------------------------ | ------------------------------------------------ | ------------------------------------------------ | ------------------------------------------------ | ------------------------------------------------ | ------------------------------------------------ | ------------------------------------------------ | ------------------------------------------------ | ------------------------------------------------ | ------------------------------------------------ | -------------- | ------------------------ |
| 1898 1900                    | MAN                          | 2                            | 5122 Lu                                                                  | 5122 Lu                                                                  |                                                                          | 26 001 Lu                                                                | 17 389 Lu                                                                |                                                                          | >1932                                                                    |                                                                          | 4                                                | Pl; Wsbr;                                        | Ggl                                              | D                                                | 2                                                |                                                  |                                                  | 8 (64)                                           |                                                  |                                                  | 48                                               |                | mit kleinem Dienstabteil |
| 1898 1900                    | MAN                          | 2                            | 5123 Lu                                                                  | 5123 Lu                                                                  |                                                                          | 26 006 Lu                                                                | 17 638 Lu                                                                |                                                                          | >1932                                                                    |                                                                          | 4                                                | Pl; Wsbr;                                        | Ggl                                              | D                                                | 2                                                |                                                  |                                                  | 8 (64)                                           |                                                  |                                                  | 48                                               |                | mit kleinem Dienstabteil |
| Blatt-Nr. aus WV von Gattung | Blatt-Nr. aus WV von Gattung | Blatt-Nr. aus WV von Gattung | 26 1902 C.C.                                                             | 46 1913 CCü                                                              |                                                                          | C4ü Bay 98                                                               | C4ü Bay 98                                                               |                                                                          |                                                                          |                                                                          |                                                  | (siehe jeweilige Legende)                        | (siehe jeweilige Legende)                        | (siehe jeweilige Legende)                        | A                                                | I.                                               | II.                                              | III.                                             | IV.                                              | O                                                | M                                                |                | Ludwigsbahn              |
| 1898/1900                    | MAN                          | 3                            | 8860 Lu                                                                  | 8860 Lu                                                                  | X(?)                                                                     |                                                                          |                                                                          |                                                                          | 11/1919?                                                                 |                                                                          | 4                                                | Pl; Wsbr;                                        | Ggl                                              | D                                                | 2                                                |                                                  |                                                  | 8 (64)                                           |                                                  |                                                  | 48                                               |                | mit kleinem Dienstabteil |
| 1898/1900                    | MAN                          | 3                            | 8861 Lu                                                                  | 8861 Lu                                                                  | X(?)                                                                     |                                                                          |                                                                          |                                                                          | 11/1919?                                                                 |                                                                          | 4                                                | Pl; Wsbr;                                        | Ggl                                              | D                                                | 2                                                |                                                  |                                                  | 8 (64)                                           |                                                  |                                                  | 48                                               |                | mit kleinem Dienstabteil |
| 1898/1900                    | MAN                          | 3                            | 8862 Lu                                                                  | 8862 Lu                                                                  |                                                                          | 26 003 Lu                                                                | 17 391 Lu                                                                |                                                                          | >1932                                                                    |                                                                          | 4                                                | Pl; Wsbr;                                        | Ggl                                              | D                                                | 2                                                |                                                  |                                                  | 8 (64)                                           |                                                  |                                                  | 48                                               |                | mit kleinem Dienstabteil |